# أوسكار ماتورين
أوسكار ماتورين (بالإسبانية: Óscar Maturín)‏ هو لاعب كرة قدم مكسيكي في مركز الدفاع، ولد في 30 يونيو 1979 في كولياكان في المكسيك. لعب مع نادي أتلانتي.